# Staatspreis für gestaltendes Handwerk
Der Staatspreis für gestaltendes Handwerk war ein personenbezogener Design-Staatspreis der Republik Österreich, bei dem „hervorragende Leistungen im Bereich handwerklich und künstlerisch gestalteter Produkte“ ausgezeichnet wurden.

## Organisation
Der Preis wurde vom österr. Wirtschaftsministerium ausgeschrieben, von der österr. Bundeswirtschaftskammer, Sektion Gewerbe dotiert (mit 7000 Euro) und vom Österreichischen Institut für Formgebung (Austrian Design Institute) organisiert, das auch den jährlichen Katalog (in Deutsch und Englisch) publizierte. Der Preis wurde 1989 bis 1996 verliehen.
Ab 2001 wurde in Nachfolge dieses Staatspreises und des bis 1997 parallel vergebenen Staatspreises für Design der Adolf Loos Staatspreis Design eingeführt, der den Staatspreis für gestaltendes Handwerk durch die Kategorie „Produktgestaltung Konsumgüter“ fortführt.

## Preise und Preisträger
Teilnahmeberechtigt waren Handwerker mit Gewerbeberechtigung und freischaffende Künstler, sofern sie die eingereichten Gegenstände sowohl entworfen als auch selbst gefertigt haben.
Neben dem Staatspreis wurden fallweise Sonderpreise jener Bundesländer vergeben, in denen die Abschlussveranstaltung stattfand (Salzburg, Tirol, Wien), dazu pro Jahr 5 Anerkennungen.
Die Träger des Staatspreises für gestaltendes Handwerk waren:
- 1989: Franz Forster (Kunstschmied)[3], für eine Metallskulptur „Stele“;
- 1990: Georg Kiffmann (Metalldesigner)[4], für ein Ladenregal[5];
- 1991: Maria Baumgartner (Keramikerin), für ein Keramikobjekt „Vase Dreipass“[6];
- 1992: Josef Wallinger (Möbeldesigner)[7], für ein Möbelstück „Kindertisch“;
- 1993: Claudia Schobesberger (Metalldesignerin)[8], für eine mobile Bar „barfly“;
- 1994: Johann R. Rainer (Keramiker und Hafner)[9], für sein Ofensystem „Synthese I“[10]
- 1995: Kurt Foit (Holzbildhauer, Möbeldesigner)[11], für das Möbelstück „Schrank mit Rollverschluss“;
- 1996: Wolfgang Schmidinger & Helmut Galler (Möbeldesigner)[12], für das Möbelstück „Damenschreibtisch“[13];